# 鯉躍龍門

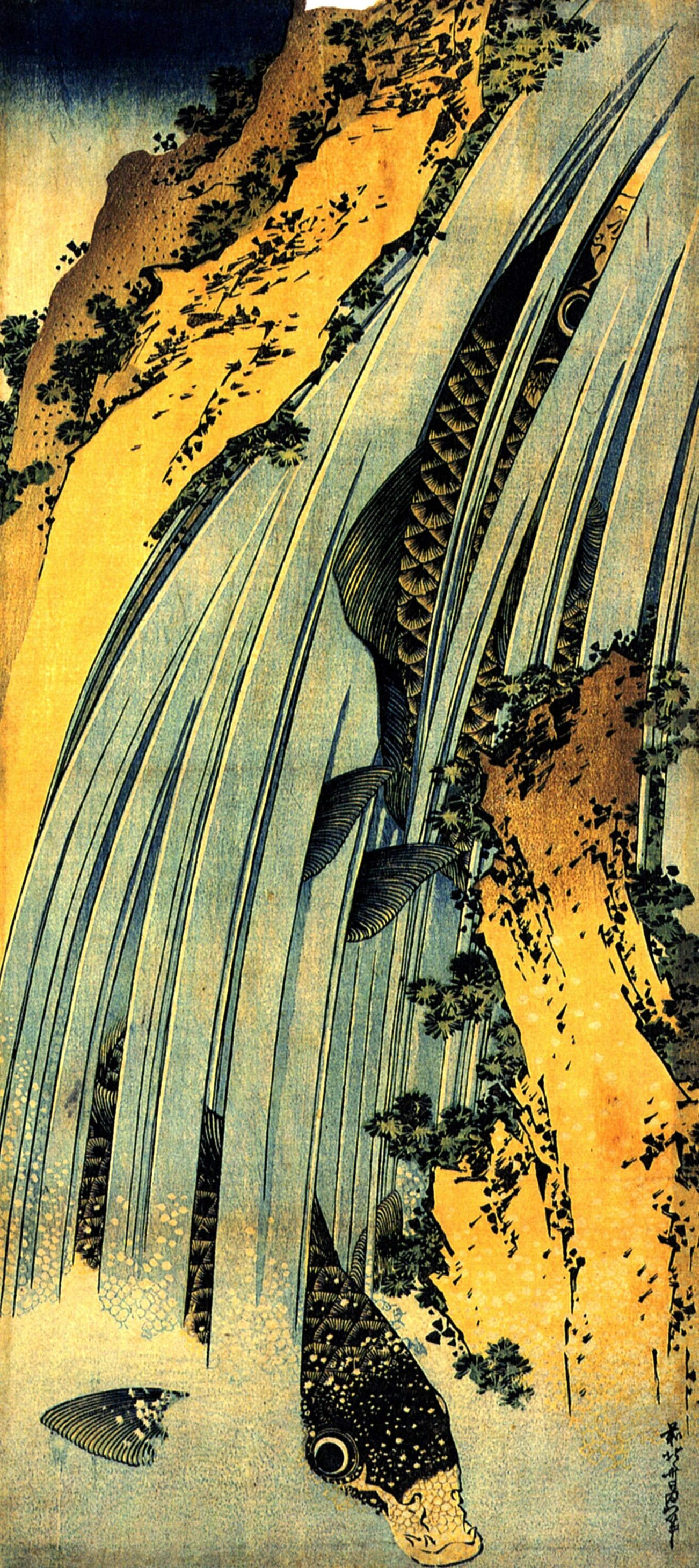
葛飾北齋畫作 『長大判花鳥圖 瀑布鯉魚』（長大判花鳥図 滝に鯉）

鲤躍龙门（又作鲤鱼跳龙门），是古代中国的一个民间传说，传说黄河鲤鱼跳过龙门（位于山西省河津市的黄河峡谷），就会变化成龙。比喻中举、升官等飞黄腾达之事。也比喻逆流前进，奋发向上。相传由于黄河河水浑浊，一般鱼类不能存活，只有耐污的鲤鱼生長十分良好，又由于其生長環境是黃色的泥水，所以黃河鲤魚身上长的是金黄色的鳞片。古人发现每年到了春季的时候，這些金色鲤鱼会逆水上溯，在龙门形成跳跃的群体，但在瀑布以上，由於水流湍急，沒有任何鱼类可以登上，所以古代人們想像這些金色的鲤鱼跳過龙门以后就会变化成龙升天而去。「鲤鱼跳龙门」的传说也影响了日本等地，日本风俗在男孩节悬挂鲤鱼旗，就是希望孩子健康成长，像鲤鱼一样跳过龙门成龙。

## 傳說
山西省河津市城西北12公里的黄河峡谷中的龙门,今称禹门口，也是“鲤鱼跳龙门”的典出处。「禹鑿龍門」的傳說在秦漢以前就已存在，然而關於「魚化成龍」的最早記載則出現在漢代的典籍中，故此可以推斷「鯉魚跳龍門」的傳說是在西漢初期才開始逐步形成的，并且相信是與當時興盛的神龍崇拜觀念有關，同時如今所流傳的龍形像，也是在同時期成型的。

### 禹鑿龍門
大禹傳說時期，禹帶領部下等人踏遍天下，相傳「龍門」就是大禹鑿山治水時所留下的遺跡，在中原地區有多處地方以「龍門」為名。根據歷史的記載，一般推斷鯉躍龍門的位置是發生於山西河津的禹門口，最早的文字記載是漢·辛氏所著《三秦記》，然而此書早已失傳，如今只有在後世著作的《藝文類聚》、《太平廣記》等書中有對此書的引述文字。

### 龍門赤河
據《竹書紀年》的記載，晉昭公元年（前531年）和梁惠成王四年（前366年）曾發生「赤河」的現象，在當時，這種現象被視為是種不祥之兆，現代科學對此現象解釋，這是由於魚群在交配季節時的雌雄追逐和頻繁跳躍動作，充血後的魚鱗在光線的照曜下反射出紅光，并無有任何不祥之處，故此推斷早在秦漢以前并未有「鯉魚跳龍門」的傳說。

### 魚化成龍
鯉魚躍過龍門化身成龍的傳說在《拾遺記》和《太平廣記》等書中有記載，內容或因地方而有所差異。但大體上都表示大禹在龍門處被群魚的行為感動，因而點化魚群成龍。傳說帶有神龍崇拜、道教思想和神話色彩，與漢代的社會人文相符，因而推斷「魚化成龍」的傳說成型於漢朝。

### 登龍門

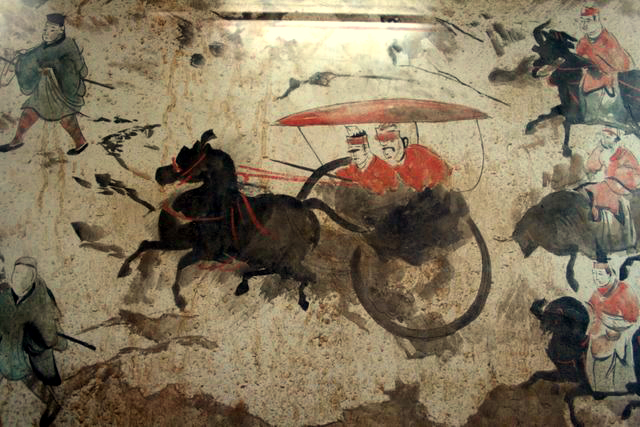
洛陽古墓博物館珍藏壁畫中所描繪的李膺

「登龍門」這個俗語典故自《後漢書》，書中記載李膺是個有節操的大臣，在儒士之間有高度的評價，儒生們以能夠獲得李膺的接待為一大光榮，視之為「登龍門」，而「登龍門」則出自「鯉魚跳龍門」的傳說，指鯉魚躍過龍門，化身成龍。後世引用「登龍門」比喻得到有名望者的接待和援引而提高身價，此外也用來比喻科舉考人進士登科。與「登龍門」相反的則稱為「點額」，同樣是出自「鯉魚跳龍門」的傳說，原來是指鯉魚跳龍門失敗，頭額碰觸石壁而回，後世引用「點額」比喻官場失意或科舉應試落第。

## 科學解析
現代科學指正傳說中的鯉魚其實不是真正的鯉魚，實際上應該是中國古代的鮪魚，或稱鳣魚、鰉魚或黃魚，也就是鱘魚，因為古代大鯉也稱為「鳣」，所以古人無意間將鮪鳣與大鯉混淆，而魚群跳水的動作其實是鱘魚繁衍後代時所表現的一種正常現象，由於禹門口的地貌特征對鱘魚來說是一個理想的繁殖地點，所以吸引鱘魚到此雲集，卻被古人誤傳為「鯉魚跳龍門」。

## 後世影響
唐代，由於「李」和「鯉」諧音，「鯉魚跳龍門」從民間傳說昇格為天命之兆，尚鯉之風極其興盛，朝廷軍符令牌製成「鯉魚」形狀，甚至還有法律規定不准食用鯉魚。 當代，有不少文學作品從「鯉魚跳龍門」的傳說中得到靈感，如唐·苗秀的《魚登龍門賦》、唐·無名氏的《河鯉登龍門》、唐·元稹的《賦得魚登龍門》等。
中國現代兒童文學家金近在1958年曾創作一部名為《小鯉魚跳龍門》的作品，由上海美術電影製片廠發行，這部作品獲得數個電影獎項；2000年，中國國家郵政局根據這個童話著作發行了一套《小鯉魚跳龍門》特色郵票。

## 另見
- 龍門：中国多处同名的地方
- 龍鯉：傳說中一種龍首魚身的神物
- 中華龍：如今在漢族心目中所流傳的龍形像
- 龍文化：中華民族對神龍的民俗信仰和圖騰崇拜
- 魚文化：中華民族對魚的民俗信仰和圖騰崇拜
- 鱼化龙壶：以鱼化成龙为题材的紫砂壶壶型
- 中国神话中的鱼

## 引用
1. 1 2 3 4  《爾雅·釋魚》：「鱣，鮪也。出鞏穴，三月則上渡龍門，得渡為龍矣，否則，點額而還。」
2. 1 2  《埤雅·釋魚》：「俗說魚躍龍門，過而為龍，唯鯉或然。」
3. 1 2 3 4  漢·辛氏《三秦記》：「河津一名龍門，水險不通，魚鱉之屬莫能上，江海大魚薄集龍門下數千，不得上，上則為龍也。」
4. 1 2 3  宋·李昉《太平廣記·卷四百六十六·龍門》：「龍門山在河東界，禹鑿山斷門，闊一里餘，黃河自中流下。兩岸不通車馬。每暮春之際，有黃鯉魚逆流而上，得者便化為龍。又林登雲，龍門之下，每歲季春有黃鯉魚，自海及諸川爭來赴之。一歲中，登龍門者，不過七十二。初登龍門，即有云雨隨之，天火自後燒其尾，乃化為龍矣。」
5. ↑  . 北京第二外国语学院.   [2011-06-04] （中文（简体））.[永久]
6. 1 2 3 4 5  人民日報. . 中國: 人民日報. 2006-02-24  [2011-06-03]. （原始内容存档于2020-05-18） （中文（简体））.
7. ↑  戰國·呂不韦《呂氏春秋》：「禹立，勤勞天下，日夜不懈，通大川，決壅塞，鑿龍門。」
8. ↑  《墨子．兼愛中》：「古者禹治天下，西為西河漁竇，以洩渠孫皇之水。北為防原，注後之邸，池之竇，灑為底柱，鑿為龍門，以利燕、代、胡、貉與西河之民。」
9. ↑  北魏·郦道元《水經注·
卷四·河水》：「《竹書紀年》：晉昭公元年，河赤於龍門三里。梁惠成王四年，河水赤於龍門三日。京房《易妖占》曰：河水赤，下民恨。」
10. ↑  丁海文. . 中国渔文化网.   [2012-04-26] （中文（简体））.[永久]
11. ↑  《後漢書·卷六十七·黨錮傳·李膺》：「膺獨持風裁，以聲名自高。 士有被其容接者，名為登龍門。」
12. ↑  唐·李白《與韓荊州書》：「一登龍門，則聲譽十倍。」
13. ↑  唐·高彥休《唐闕史·崔相國請立太子》：「時以藝學進者，一參講席，如登龍門。」
14. ↑  清·方文《石臼行贈崔正誼明府》：「尋常尚想登龍門，況受一廛棲宇下。」
15. ↑  唐·封演《封氏聞見記·貢舉》：「故當代以進士登科為登龍門，解褐多拜清緊，十數年間，擬跡廟堂。」
16. ↑  宋·王讜《唐語林·補遺三》：「大抵非精究博贍之才，難以應乎茲選矣。故當代以進士登科為登龍門。」
17. ↑  唐·李白《贈崔侍御》：「點額不成龍，歸來伴凡魚。」
18. ↑  宋·梅堯臣《送劉定賢良下第赴廣陵令》：「怊悵以送君，致龍翻點額。」
19. ↑  中國山西網. .   [2011-06-04]. （原始内容存档于2018-10-18） （中文（简体））.
20. ↑  湖北集郵. . 2010-01-26  [2011-06-04]. （原始内容存档于2013-10-19） （中文（简体））.